# Microcramboides
Microcramboides är ett släkte av fjärilar. Microcramboides ingår i familjen Crambidae.
Kladogram enligt Catalogue of Life:
| Microcramboides | \| \| Microcramboides chaparellus \| \| \| \| \| \| Microcramboides meretricellus \| \| \| \| |
|                 | \| \| Microcramboides chaparellus \| \| \| \| \| \| Microcramboides meretricellus \| \| \| \| |
|                 | Microcramboides chaparellus                                                                   |
|                 |                                                                                               |
|                 | Microcramboides meretricellus                                                                 |
|                 |                                                                                               |